# Trifluoreto de boro
Trifluoreto de boro é o composto químico de fórmula BF3. Este gás tóxico incolor e de odor pungente forma névoas brancas em ar úmido. É um útil ácido de Lewis e um "bloco de construção" versátil para outros compostos de boro.

## Usos
Trifluoreto de boro é muito usado como reagente em química orgânica, tipicamente como um ácido de Lewis. Exemplos:
- inicia reações de polimerização de compostos insaturados tais como poliéteres;
- como catalisador em algumas reações de isomerização, alquilação, esterificação, condensação, adição de aldol de Mukaiyama, entre outras.

Outros usos:
- aplicado como dopante em implantação de íons;
- dopante tipo p para silício deposto epitaxialmente;
- usado em detectores sensíveis de nêutrons em câmaras de ionização e aparelhos para monitorar níveis de radiação na atmosfera terrestre;
- em fumigação;
- como fluxo para soldar magnésio;
- para preparar diborano